# Clonygowan
Clonygowan (iriska: Cluain na nGamhan) är en ort i republiken Irland.   Den ligger i grevskapet Uíbh Fhailí och provinsen Leinster, i den centrala delen av landet, 70 km väster om huvudstaden Dublin. Clonygowan ligger 80 meter över havet och antalet invånare är 190.
Terrängen runt Clonygowan är platt. Runt Clonygowan är det ganska tätbefolkat, med 65 invånare per kvadratkilometer. Närmaste större samhälle är Portarlington, 6,5 km öster om Clonygowan. Trakten runt Clonygowan består i huvudsak av gräsmarker.